# Otinotus mimicus
Otinotus mimicus är en insektsart som beskrevs av William Lucas Distant. Otinotus mimicus ingår i släktet Otinotus och familjen hornstritar. Inga underarter finns listade i Catalogue of Life.